# マイレ・ブレゼ (大型駆逐艦)
マイレ・ブレゼ(Maillé Brézé)は、1930年代にフランス海軍（Marine Nationale)で建造された6隻のヴォークラン級駆逐艦（contre-torpilleurs）のうちの1隻。1933年に就役し、艦歴の大半を地中海で過ごし、時には旗艦を務めた。1936年から1939年にかけてのスペイン内戦では、不介入協定の履行に貢献した。1939年9月にフランスがドイツに宣戦布告すると、すべてのヴォークラン級は、フランスの輸送船団を護衛し、必要に応じて他の司令部を支援することを任務とする公海軍（FHM：Forces de haute mer）に配属された。そのため、マイレ・ブレゼはその後6ヶ月のほとんどを護衛任務に費やした。1940年4月に爆発事故で失われるまで、彼女はノルウェーの戦いで小さな役割を果たした。乗組員のほとんどはこの事故から生還したが、残骸は1954年まで引き揚げられず、その後スクラップとなった。

## 設計と説明

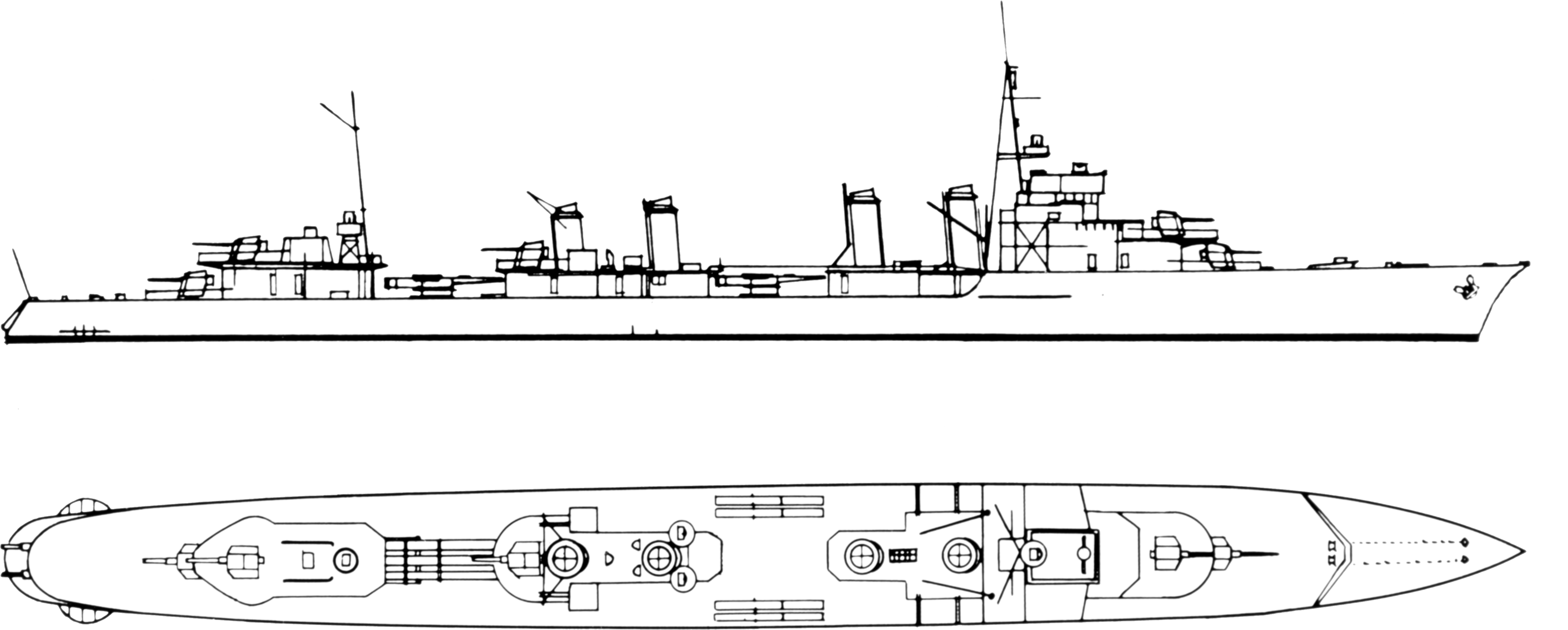
ヴォークラン級の右側面図と平面図

ヴォークラン級は、先行するエーグル級駆逐艦の改良型として設計された。全長129.3メートル、全幅11.8メートル、喫水4.97メートルである。標準時の排水量は2,441トン（2,402ロングトン)、満載排水量は3,120トン（3,070ロングトン）であった。4基のデュ・テンプル製ボイラーから供給される蒸気を使い、それぞれ1本のプロペラシャフトを駆動する2基のパーソンズ製ギア式蒸気タービンを動力源としていた。タービンの出力は64,000メートル馬力（47,000 kW、63,000馬力）で、時速36ノット（67 km/h、41 mph）で推進するように設計されていた。1932年10月5日の海上公試では、マイレ・ブレゼのタービンは69,362PS（51,016kW、68,413馬力）を発揮し、40.3ノット（時速74.6km、46.4マイル）を1時間記録した。この船は、14ノット（時速26km）で3,000海里（5,600km、3,500マイル）の航続距離を出すのに十分な重油を積んでいた。乗組員は、平時には10人の士官と201人の乗組員、戦時には12人の士官と220人の下士官で構成されていた。
ヴォークラン級の主兵装は138.6ミリ（5.5インチ）モデール1927砲5門の単装シールドマウント、上部構造の前部と後部に1基ずつ、後部煙突に5基目の砲を搭載していた。対空（AA）兵装は、37ミリ（1.5インチ）モデール1927AA砲4門の単装マウントが艦の中腹に配置され、オチキス13.2ミリ（0.52インチ）モデール1929AA機関砲の連装マウント2門が艦橋横の予報甲板に配置されていた。水上には550ミリ魚雷発射管を2基搭載し、各煙突間の舷側に1基ずつ、後部煙突後部には左右に移動可能な3連装魚雷発射管を1基搭載していた。艦尾には一対の爆雷投射機があり、合計16発の200キログラム（440ポンド）爆雷を搭載、予備としてさらに8発を搭載可能であった。また、艦尾ファンネル横の両舷に1基ずつ、計12基の100キログラム（220ポンド)爆雷を搭載する1対の爆雷投射装置も装備されていた。ブレゲB4機雷40個（530キログラム）を投下するためのレールを装備することもできた。1936年に爆雷投射機が撤去され、代わりに200キログラムの爆雷が搭載された。

## 建造と艦歴
ジャン・アルマン・ド・マイレ＝ブレゼにちなんで命名されたマイレ・ブレゼは、1929年の海軍計画の一環として、1930年2月1日にアトリエ・エ・シャンティエ・ド・サン・ナゼール・ペンホエに発注された。1930年10月9日にサン・ナゼール造船所で起工され、1931年11月9日に進水、1932年12月31日に就役、1933年4月6日に就航した。就航はタービンの1つに問題があったため数ヶ月遅れ、海上公試中に鎖がプロペラに巻き付いた。
ヴォークラン級は第5軽師団と新設の第6軽師団に配属され、後に偵察師団（Division de contre-torpilleurs）に改称された。マイレ・ブレゼとその姉妹艦であるヴォークランとケルサンは、ブレストを拠点とする第2軽戦隊（2e Escadre）の第6軽戦隊に配属された。第6駆逐隊は1934年10月にトゥーロンの第1戦隊の大型駆逐艦群（GCT）に編入され、第9駆逐隊に改番された。1935年6月27日、カサールを除くすべてのヴォークラン級は、第1戦隊と第2戦隊の合同作戦の後、ドゥアルネーズ海峡で海軍大臣フランソワ・ピエトリが行った観艦式に参加した。
1936年7月にスペイン内戦が始まると、マイレ・ブレゼは7月22日にスペインからフランス人を避難させる任務に就いた。その後、フランスに割り当てられた監視区域をパトロールするため、モロッコのタンジェ国際管理地域に移された。9月24日以降、不介入政策の一環として、地中海の大型駆逐艦や駆逐艦のほとんどが月替わりでこれらの任務に就いた。1937年1月18日、同艦はカタルーニャ沖でスペイン共和国空軍の爆撃機の攻撃を受け、失敗に終わった。
1936年10月1日の時点で、マイレ・ブレゼ、ケルサン、カサールは第9戦隊に、ヴォークラン、タルテュ、シュヴァリエ・ポールは第5戦隊に所属していた。第9戦隊は、1937年5月27日にブレストで開催されたアルフォンス・ガスニエ・デュパルク海軍大臣主催の海軍観閲式に参加した。翌1938年5月から6月にかけて、地中海戦隊は東地中海を巡航した。マイレ・ブレゼは10月12日、GCTが改称した第3軽戦隊の旗艦となった。地中海戦隊は1939年7月1日に地中海艦隊（Flotte de la Méditerranée）に再指定された。

### 第二次世界大戦
8月27日、ナチス・ドイツとの戦争を見越して、フランス海軍は地中海戦隊を3個中隊からなるFHMに再編成することを計画した。フランスが9月3日に宣戦布告すると、再編成が命じられ、ヴォークラン級全艦を擁する第5偵察師団と第9偵察師団を含む第3軽戦隊が、9月3日にフランス領アルジェリアのオランに転属した。マイレ・ブレゼ、ケルサン、カサールを擁する第9偵察師団は、1940年4月まで護衛任務に就いていた。1939年10月中旬、マイレ・ブレゼとヴォークランは重巡洋艦アルジェリーとデュプレクスをフランス領西アフリカのダカールまで護衛し、その後輸送船団を護衛して帰国した。12月22日、マイレ・ブレゼ、ケルサン、大型駆逐艦アルバトロス、ヴォーバン、ビゾンは、フランス領モロッコのカサブランカに向かう米軍機を積んだ4隻の貨物船を護衛していたZ部隊（戦艦ロレーヌ、軽巡洋艦ジャン・ド・ヴィエンヌ、マルセイエーズ）と待ち合わせた。大型駆逐艦ボートゥールとアルバトロスとともに、マイレ・ブレゼは1940年2月13日、重巡洋艦フォッシュとデュプレクスと待ち合わせ、さらに3隻の貨物船を護衛してカサブランカに向かった。翌月、マイレ・ブレゼはアルジェリーとフランスの戦艦ブルターニュが2,379本の金塊をカナダのハリファックスに運ぶ際の護衛艦の1隻となった。

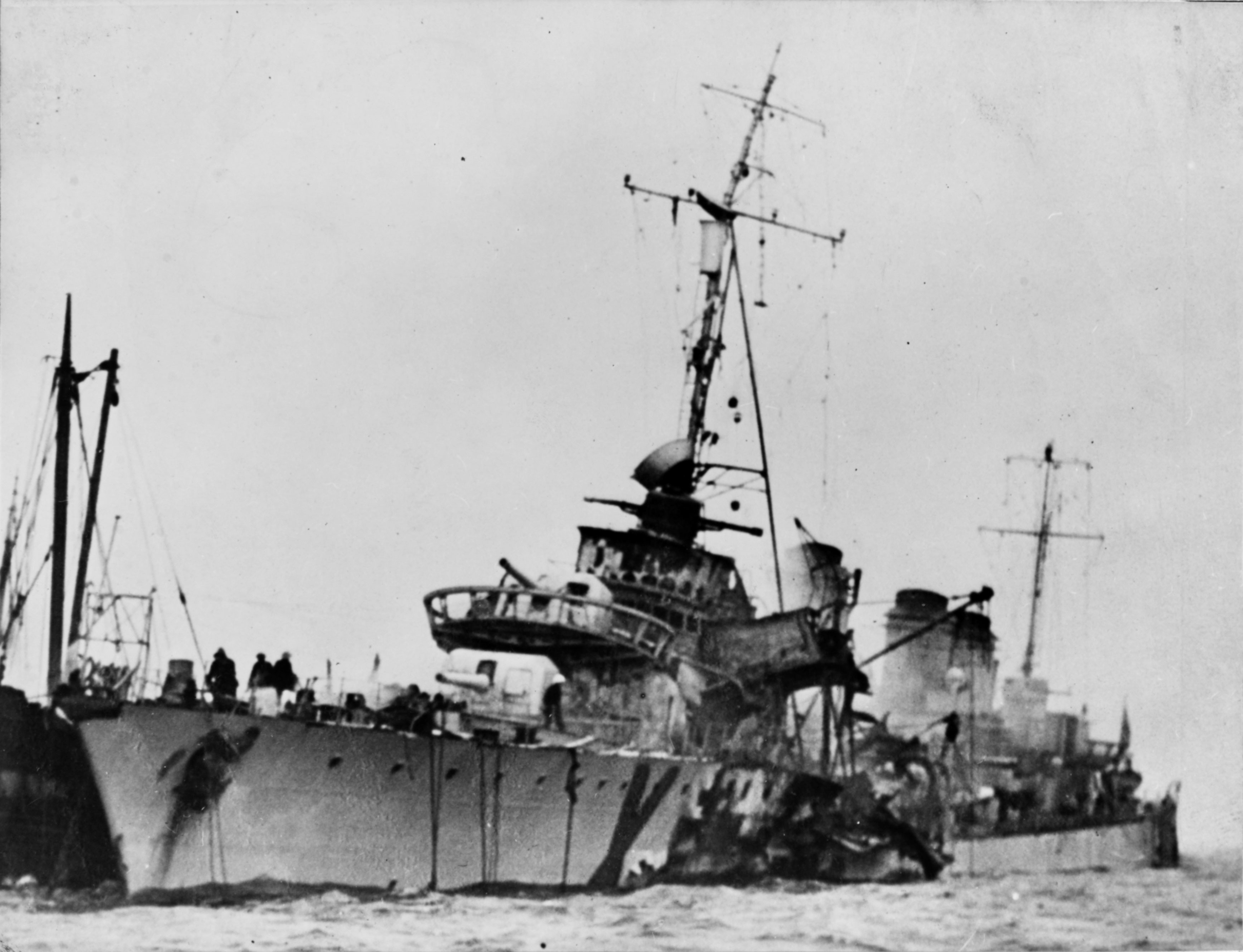
火災で沈没したマイレ・ブレゼ（1940年4月30日)

4月5日、マイレ・ブレゼ、タルテュ、シュヴァリエ・ポールを擁する第5偵察師団は、連合軍のノルウェー侵攻を想定し、スコットランドとノルウェー間の輸送船団の護衛を任務とするZ部隊に配属された。4月9日のドイツ軍の侵攻により連合軍は先手を打たれ、タルテュが護衛任務を開始したのは4月中旬のことで、4月19日にナムソスの戦いに参加する第5山岳歩兵準旅団（5e Demi-Brigade de Chasseurs alpins）を輸送するFP-1船団を掩護した。ドイツの潜水艦U-46は魚雷1本でマイレ・ブレゼを攻撃したが失敗し、爆雷攻撃も失敗した。
1940年4月30日14時15分、マイレ・ブレゼがスコットランドのグリーノック沖のクライド湾テール・オブ・ザ・バンクに停泊中、整備中の魚雷発射管が故障し、武装魚雷が甲板上に発射された。爆発は燃料タンクと前部弾薬庫に火をつけたが、爆発はしなかった。15時15分、食堂に閉じ込められた多数の船員を除き、乗組員は爆発の危険から船を放棄した。16時30分頃、数名の船員が船尾の弾薬庫を浸水させるために船に戻り、19時30分までにグリーノック消防隊員によって火災は鎮圧された。そのころには、マイレ・ブレゼは水面が低くなっていたため、曳航される前に沈没を始め、前部にまだ閉じ込められていた人々とともに沈没した。この事故で37人が死亡、47人の乗組員が負傷した。沈没時、船は主要航路からかなり外れていたが、1953年までに運輸省は、不安定な弾薬と残存燃料油の漏れを懸念し、沈没船の引き上げの実行可能性を評価するよう提督に要請した。沈泥で満たされた船の重量を減らすために上部構造の大部分を切り取った後、船体は1954年8月3日の夜に初めて引き上げられた。近くの海岸に接岸し、40トン（41トン）の弾薬と500トン（508トン）の燃料油が取り除かれた後、9月15日に再浮揚され、ポートグラスゴーに曳航され、そこで解体された。

## 記録と記念碑

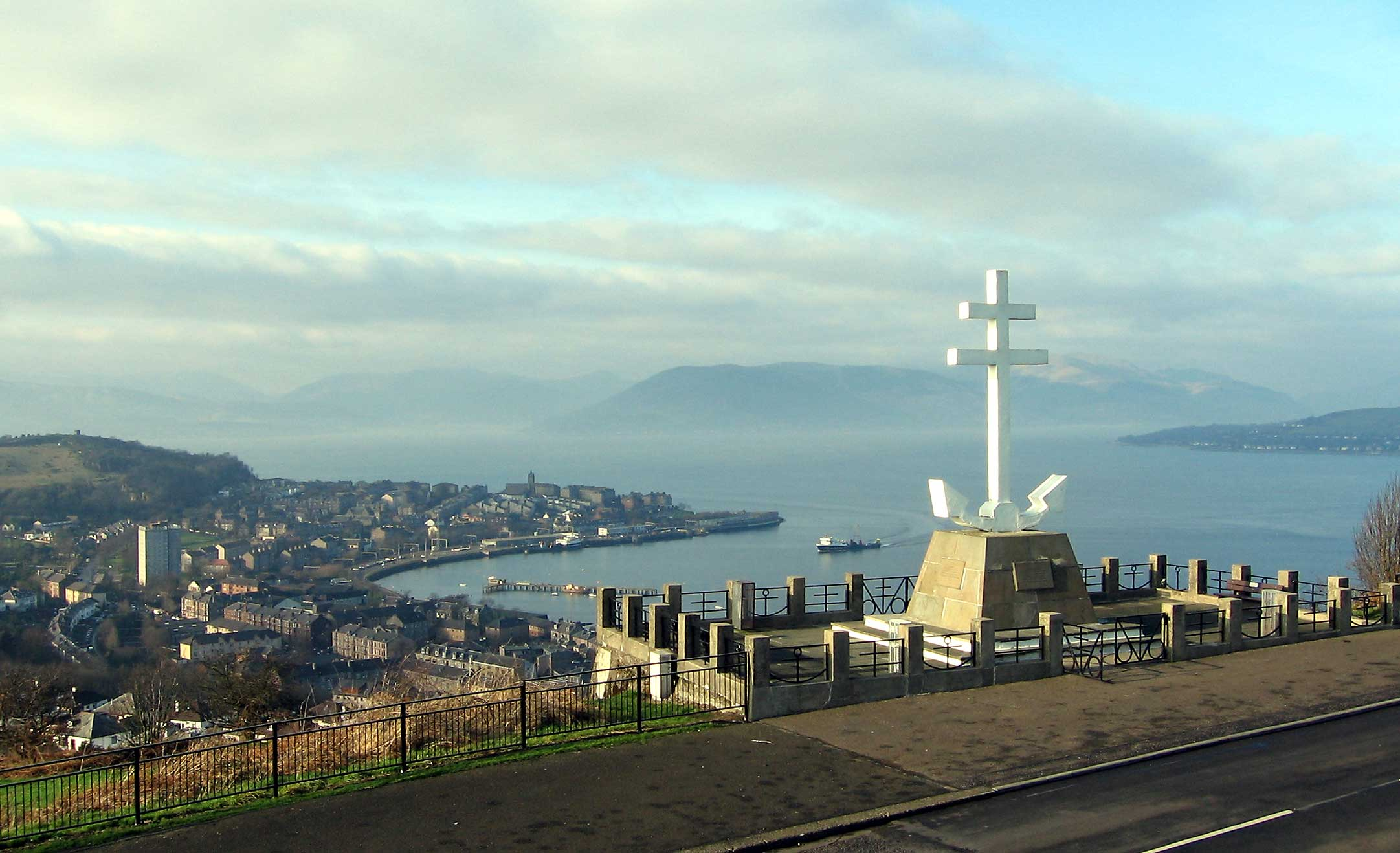
この沈没事故は、インヴァークライドの自由フランス記念碑に関連して非公式に記憶されている。

この沈没事故は、インヴァークライドの自由フランス記念碑に関連して非公式に記憶されている。グリーノック市民のメイ・ワトソンは、事件から60年後のインタビューで、当時学校で美術の授業を受けていたことをはっきりと覚えていると語った。「それまで聞いたこともないような音で、本当に恐ろしかった。私たちは興奮し、同時にこのビッグバンは何だろうと恐れた」。家に帰ると、「何人かの船員は死亡し、他の船員はなんとか泳いで安全な場所にたどり着いたが、その船員でさえも爆風でひどい怪我を負った」と聞かされた。船員たちは陸に上げられ、グリノックのホールに運ばれました。ダンカン・ストリートにある旧グリーノック王立診療所です」。
1946年に遺体がフランスに戻るまで、死者はグリーノック墓地に埋葬された。セント・メアリー教会で戦死者のための礼拝が行われた。彼女の記憶では、グリーノックの自由フランス記念碑は、マイレ・ブレゼの戦死者を悼んでライルヒルに建てられたものであった。これはインヴァークライドの通説として残っているが、沈没事故が起きたのは自由フランス海軍が発足する数カ月前であり、記念碑にはこの船や船員に関する記述はないため、誤りである。イギリス、サリー州のブルックウッド墓地には、マイレ・ブレゼの失われた乗組員に対するより控えめな追悼碑がある。